# Обикновена борова змия
Обикновените борови змии (Pituophis melanoleucus) са вид влечуги от семейство Смокообразни (Colubridae).
Разпространени са в югоизточната част на Съединените американски щати.
Таксонът е описан за пръв път от Франсоа Мари Доден през 1803 година.

## Подвидове
- Pituophis melanoleucus lodingi